# Okręty podwodne typu Hayashio
Okręty podwodne typu Hayashio – cztery okręty podwodne morskich sił samoobrony Japonii. Jednostki te były niewielkimi okrętami hunter-killer (zwalczania okrętów podwodnych) o bardzo dużej manewrowości podwodnej oraz dobrych warunkach życiowych załogi, jednakże ich małe rozmiary nie odpowiadały wymaganiom warunków służby operacyjnej na Pacyfiku. Wszystkie okręty typu Hayashio zostały wycofane ze służby w latach 1978-1979